# Ploulec'h
Ploulec'h è un comune francese di 1 726 abitanti situato nel dipartimento delle Côtes-d'Armor nella regione della Bretagna.

## Società

### Evoluzione demografica
Abitanti censiti